# Середнє (футбольний клуб)
Футбольний клуб «Середнє» — український аматорський футбольний клуб з однойменного селища Закарпатської області, заснований у 2007 році. Виступає у Чемпіонаті та Кубку Закарпатської області. Домашні матчі приймає на однойменному стадіоні.

## Історія
Футбольний клуб заснований у 2007 році.

## Досягнення
- Чемпіонат Закарпатської області
  - Срібний призер: 2010, 2014, 2017
  - Бронзовий призер: 2013
- Кубок Закарпатської області
  - Володар: 2011
  - Фіналіст: 2014
- Суперкубок Закарпатської області
  - Фіналіст: 2012.